# Stenhomalus complicatus
Stenhomalus complicatus är en skalbaggsart som beskrevs av J. Linsley Gressitt 1948. Stenhomalus complicatus ingår i släktet Stenhomalus och familjen långhorningar. Inga underarter finns listade i Catalogue of Life.